# اندرو نوبل
اندرو نوبل (انگلیسی: Sir Andrew Noble, 1st Baronet؛ زاده ۱۳ سپتامبر ۱۸۳۱ درگذشته ۲۲ اکتبر ۱۹۱۵) یک فیزیک‌دان اهل اسکاتلند بود. وی بیشتر بخاطر تحقیقاتش در زمینه بالستیک شهرت دارد.